# Henryk Olszewski (trener)
Henryk Józef Olszewski (ur. 20 stycznia 1952 w Warszawie) – polski sportowiec oraz trener lekkoatletyczny, prowadzący m.in. Tomasza Majewskiego.

## Życiorys
Jest absolwentem Akademii Wychowania Fizycznego w Warszawie. Od 1975 był zawodnikiem AZS Białystok, a następnie trenerem w klubach białostockich. Jego zawodnikami byli m.in. Eugeniusz Bedeniczuk, Krystyna Zabawska. W latach 1980–1990 i 1997–2004 pełnił funkcję szefa bloku rzutów Polskiego Związku Lekkiej Atletyki, a w latach 2004-2009 szefa szkolenia PZLA. Pracował jako trener od 2001 w klubie AZS-AWF Warszawa, trenując m.in. Tomasza Majewskiego, z którym odniósł największe sukcesy, prowadząc go do zwycięstwa w konkursie pchnięcia kulą na Igrzyskach Olimpijskich w Pekinie 2008 oraz Londynie 2012.
Został odznaczony w grudniu 1999 Srebrnym Krzyżem Zasługi, w grudniu 2004 Złotym Krzyżem Zasługi, w październiku 2008 r. Krzyżem Kawalerskim Orderu Odrodzenia Polski, we wrześniu 2009 Krzyżem Oficerskim Orderu Odrodzenia Polski. „Przegląd Sportowy”  wybrał go najlepszym trenerem 2012 roku w Polsce.
Jego rekord życiowy w rzucie dyskiem wynosi 51,66 (13 maja 1976, Warszawa)
W 2012 roku kandydował na stanowisko prezesa Polskiego Związku Lekkiej Atletyki, ale przegrał z Jerzym Skuchą stosunkiem głosów 51:30. Członek Zarządu PZLA w kadencji 2012-2016.
W dniu 19 listopada 2016 został wybrany - w pierwszej turze - nowym prezesem PZLA stosunkiem głosów 59:30 pokonując tym razem Jerzego Skuchę. Członek Prezydium Zarządu Polskiego Komitetu Olimpijskiego. W październiku 2021 roku został wybrany do Rady European Athletics, w której zasiadał do 2023 roku.
W styczniu 2019 roku obronił w Akademii Wychowania Fizycznego we Wrocławiu pracę doktorską Wzorce treningowe a zdolność startowa miotacza kulą - olimpijczyka napisaną pod kierunkiem Jacka Stodółki.

## Odznaczenia i wyróżnienia
- Krzyż Komandorski Orderu Odrodzenia Polski (2024)[11]
- Krzyż Oficerski Orderu Odrodzenia Polski (2009)
- Krzyż Kawalerski Orderu Odrodzenia Polski (2008)
- Złoty Krzyż Zasługi (2004)
- Srebrny Krzyż Zasługi (1999)
- Trener roku 2012 - laureat 78. Plebiscytu „Przeglądu Sportowego”[1]
- Wielka Honorowa Nagroda Sportowa za 2012 rok[12].